# Croatia Open Umag 2025
Il Croatia Open Umag 2025, ufficialmente Plava Laguna Croatia Open Umag 2025 per motivi di sponsorizzazione, è stato un torneo di tennis che si è giocato sulla Terra rossa. È stata la 35ª edizione del Croatia Open Umag, facente parte della categoria ATP Tour 250 nell'ambito dell'ATP Tour 2025. Si è giocato presso l'International Tennis Center di Umago, in Croazia, dal 20 al 26 luglio 2025.

## Partecipanti

### Teste di serie
| Nazionalità          | Giocatore               | Ranking* | Testa di serie |
| -------------------- | ----------------------- | -------- | -------------- |
| Argentina            | Francisco Cerúndolo     | 20       | 1              |
| Italia               | Luciano Darderi         | 55       | 2              |
| Argentina            | Camilo Ugo Carabelli    | 59       | 3              |
| Bosnia ed Erzegovina | Damir Džumhur           | 70       | 4              |
| Argentina            | Mariano Navone          | 75       | 5              |
| Spagna               | Roberto Carballés Baena | 79       | 6              |
| Polonia              | Kamil Majchrzak         | 81       | 7              |
| Rep. Ceca            | Vít Kopřiva             | 83       | 8              |

* Ranking al 14 luglio 2025.

### Altri partecipanti
I seguenti giocatori hanno ricevuto una wildcard per il tabellone principale:
- Matej Dodig
- Mili Poljičak
- Dino Prižmić

I seguenti giocatori sono entrati in tabellone passando dalle qualificazioni:

- Titouan Droguet
- Álvaro Guillén Meza
- Pablo Llamas Ruiz
- Giulio Zeppieri

### Ritiri
Prima del torneo
- Tallon Griekspoor → sostituito da  Pierre-Hugues Herbert
- Hubert Hurkacz → sostituito da  Francesco Passaro
- Valentin Royer → sostituito da  Dušan Lajović
- Stefanos Tsitsipas → sostituito da  Stan Wawrinka

## Partecipanti al doppio

### Teste di serie
| Nazione   | Giocatore       | Nazione     | Giocatore      | Ranking* | Testa di serie |
| --------- | --------------- | ----------- | -------------- | -------- | -------------- |
| Argentina | Guido Andreozzi | Paesi Bassi | Sander Arends  | 72       | 1              |
| Rep. Ceca | Adam Pavlásek   | Polonia     | Jan Zieliński  | 80       | 2              |
| Croazia   | Ivan Dodig      | Regno Unito | Jamie Murray   | 87       | 3              |
| Monaco    | Romain Arneodo  | Francia     | Manuel Guinard | 98       | 2              |

* Ranking al 14 luglio 2025.

### Altri partecipanti
Le seguenti coppie di giocatori hanno ricevuto una wildcard per il tabellone principale:
- Matej Dodig /  Nino Serdarušić
- Luka Mikrut /  Mili Poljičak

### Ritiri
Prima del torneo
- Roberto Carballés Baena /  David Vega Hernández → sostituiti da  Patrik Trhac /  Marcus Willis
- Ivan Dodig /  Jamie Murray → non sostituiti

## Punti
| Evento    | V   | F   | SF  | QF | 2T   | 1T | Q    | Q2   | Q1   |
| Singolare | 250 | 165 | 100 | 50 | 25   | 0  | 13   | 7    | 0    |
| Doppio    | 250 | 150 | 90  | 45 | N.D. | 0  | N.D. | N.D. | N.D. |

## Montepremi
| Evento    | V        | F        | SF       | QF       | 2T       | 1T      | Q2      | Q1      |
| Singolare | 88 125 € | 51 400 € | 30 220 € | 17 510 € | 10 165 € | 6 215 € | 3 700 € | 2 020 € |
| Doppio*   | 30 610 € | 16 380 € | 9 600 €  | 5 370 €  | N.D.     | 3 160 € | N.D.    | N.D.    |

*per team